# Норт Зејнсвил (Охајо)
Норт Зејнсвил (енгл. North Zanesville) насељено је место без административног статуса у америчкој савезној држави Охајо.

## Демографија
По попису из 2010. године број становника је 2.816, што је 197 (-6,5%) становника мање него 2000. године.
| Група             | 2000.         | 2010.         |
| Белци             | 2.876 (95,5%) | 2.677 (95,1%) |
| Афроамериканци    | 53 (1,8%)     | 37 (1,3%)     |
| Азијати           | 45 (1,5%)     | 31 (1,1%)     |
| Хиспаноамериканци | 12 (0,4%)     | 19 (0,7%)     |
| Укупно            | 3.013         | 2.816         |